# ملک مرقده
ملک مرقده بازیگر سوری ست که از دانشکده عالی هنرهای نمایشی شهر دمشق فارغ‌التحصیل گشته و در سریال‌های متعددی حضور پیدا کرد لیکن به دلیل علاقه فراوان به دوبلاژ، بازیگری را رها نموده و بعنوان یک دوبلور فعالیت خود را ادامه داد.